# Дилинджър е мъртъв
„Дилинджър е мъртъв“ (на италиански: Dillinger è morto) е италианска драматичен филм от 1969 година на режисьора Марко Ферери по сценарий, написан от него в съавторство с Серджо Бацини. Главната роля се изпълнява от Мишел Пиколи.

## Сюжет
Глауко е индустриален дизайнер на газови маски на средна възраст, който се уморява от работата си. След като обсъжда отчуждението с колега във фабриката, той се прибира у дома. Съпругата му е в леглото с главоболие, но му е оставила вечеря, която е студена. Той е недоволен от храната и започва да си приготвя гурме ястие. Докато събира продуктите, той открива стар револвер, обвит във вестник от 1934 г. със заглавие „Дилинджър е мъртъв“ и разказ за смъртта на известния американски гангстер. Глауко почиства и възстановява оръжието, докато продължава да готви вечерята си, след което го оцветява в червено с бели точки. Той яде храната си, гледа телевизия и гледа домашни филми, слуша музика и прелъстява прислужницата си. С пистолета той хипотетично се самоубива няколко пъти. На сутринта стреля три пъти в главата на жена си, докато тя спи. После отива на морския бряг, плува в морето и се качва на яхта, на която е починал готвачът. Той моли да работи като готвач на яхтата и впоследствие разбира, че тя ще пътува за Таити.

## В ролите
| Изпълнител      | Роля                         |
| --------------- | ---------------------------- |
| Мишел Пиколи    | Глауко                       |
| Анита Паленберг | Анита, съпругата на Глауко   |
| Ани Жирардо     | Сабина, прислужницата        |
| Джино Лаваджето | Колега на Глауко в фабриката |
| Карол Андре     | Госпожицата на яхтата        |